# ウララ (ビッケブランカの曲)
「ウララ」は、2018年4月18日にavex  traxから発売された、日本のシンガーソングライター・ビッケブランカの1作目のCDシングル。

## 概要
- ビッケブランカメジャー初のCDシングル。
- 前作配信限定シングルTake me Take outから、約1年振りのリリースである。

## 収録曲
作詞・作曲・編曲：ビッケブランカ
1. ウララ
2. Get Physical
3. Black Rover
4. 今ここで逢えたら

## タイアップ
- テレビ東京系列アニメ「ブラッククローバー」第3クールオープニングテーマ[3](#3)